# Szarvady Frigyes
Szarvady Frigyes, Hirschl (Szabadka, 1822. október 24. – Párizs, 1882. február 2.) követségi titkár, hírlapíró és forradalmi agitátor.

## Élete
Izraelita szülők gyermeke. Tanult a Bécsi Egyetemen jogot (midőn 1844-ben Hirschl családi nevét Szarvadyra változtatta), utóbb Prágában és Pesten, ahol szintén joghallgató volt az egyetemen. 1847-ben mint ügyvéd Pozsonyban telepedett le. Már ez időben is a magyarországi ügyek érdekében állandó levelezésben volt a párizsi Constitutionel hírlappal és ebbe számos cikket írt, melyek szerzőjét a bécsi rendőrségnek nem sikerült kipuhatolni. A szabadságharc alatt a magyar kormány diplomáciai ügynöke volt először Pest és Párizs, majd Pest és Bécs között, mindenütt igyekezvén a kedélyeket a forradalom és Magyarország javára megnyerni. Később, amikor Teleki László grófot Párizsba küldték követül és tárgyalásai sikerre nem vezettek, augusztusban Szarvadyt is utána küldték, hogy a sajtó útján igyekezzék Franciaország figyelmét Magyarországra irányozni. E feladatát Szarvady a Nationalban igyekezett megvalósítani, nem minden siker nélkül. Később még egy ízben sikerült neki a franciák kedélyét Magyarország számára megnyerni, de a világosi fegyverletétellel Szarvady diplomáciai szereplése is véget ért. Ezután állandóan Párizsban tartózkodott és forradalmi irányú hírlapi cikkek és röpiratok írására szentelte idejét. A magyar emigracióval (Türr, Teleki) szoros érintkezésben állott és annak igen kitűnő szolgálatokat tett, melyeket Kossuth Lajos Iratai második kötetében dicsérőleg elismer, Kossuth Lajos Iratainak francia kiadását is ő rendezte sajtó alá. 1855-ben vette nőül Clauss Vilma nagyhírű zongoraművésznőt. Később az Agence Havas dolgozótársa volt. A Földrajzi Társaság levelező tagjának választotta, amikor a társaságot Párizsban a Panama-csatorna kongresszusán képviselte.
Cikkeket írt 1847-48. a Pesti Hirlapba és a Pressburger Zeitungba; cikke a Földrajzi Közleményekben (1879. Jelentés az oczeánközi csatorna ügyében Párisban tartott kongresszusról).

## Munkái
- Auf! Deutschland. Hamburg, 1849.
- Die Ereignisse in Ungarn seit dem März 1848. Manifest an die civilisirten Völker Europas im Namen der ungarischen Regierung, von Grafen Ladislas Teleki. Mit einem Vorwort von Friedrich Szarvady. Leipzig, 1849. Online
- Alexander Petőfi's Gedichte. Aus dem Ungarischen von Fr. Szarvady und Moritz Hartmann. Darmstadt, 1851.
- Paris. Politische und unpolitische Studien und Bilder 1848-1852. Berlin, 1852. Két kötet.
- Die Nichten Mazarin's. Studien der Sitten und Charaktere im 17. Jahrhundert. Von Renée Amédée, übersetzt von *×* Dresden, 1858.
- Der Suezkanal. Mit 2 Karten. Leipzig, 1859.